# Caterva
Caterva (dal latino caterva, che Isidoro indica come derivato dal gallico) fu il nome che i soldati romani diedero all'ordinamento militare dei barbari, in particolare dei Galli.
L'esercito romano, bene addestrato e con gerarchia precisa e scrupolosa, diede al termine un fondo dispregiativo che ha conservato a tutt'oggi per indicare moltitudini disordinate di persone, animali o cose.
Parola mutuata dalle lingue celtiche, la quale indicava un corpo militare ben nutrito. La struttura militare gallica era invece ben organizzata, come si evince da ciò che ci hanno lasciato gli scrittori greci in merito alle spedizioni celtiche nei Balcani.